# Újszalonta
Újszalonta est un village et une commune du comitat de Békés en Hongrie.